# Maple Park (Illinois)
Pour les articles homonymes, voir Lee.
Maple Park est un village des comtés de DeKalb et de Kane dans l'Illinois, aux États-Unis,.

## Histoire

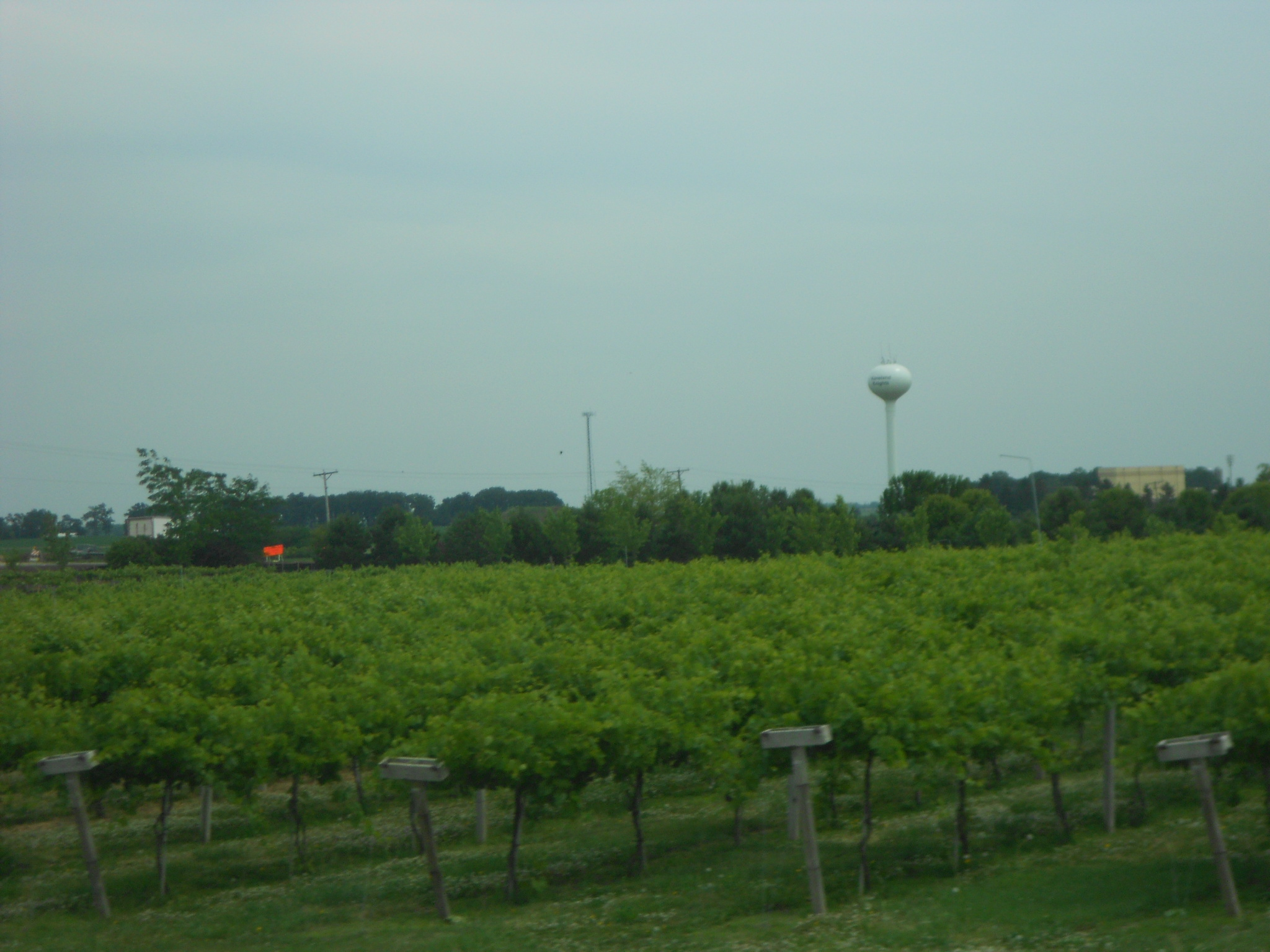
Aquaviva Winery à Maple Park, Illinois avec le château d'eau en arrière-plan de l'École secondaire Kaneland.

À l'origine, le village était appelé Lodi en référence à Lodi, en Lombardie (Italie). L'actuel nom vient d'un petit bois d'érable à sucre, en anglais : Sugar maple tree, situé à proximité. Un bureau postal, appelé Lodi est créé en 1837. Il est renommé Maple Park en 1880. Le village est incorporé le 6 novembre 1901.

## Démographie
Lors du recensement de 2010, le village comptait une population de 1 310 habitants. Elle est estimée, en 2016, à 1 304 habitants.

## Source de la traduction
- (en) Cet article est partiellement ou en totalité issu de l’article de Wikipédia en anglais intitulé « Maple Park, Illinois » (voir la liste des auteurs).